# Balthasar Gierlinger

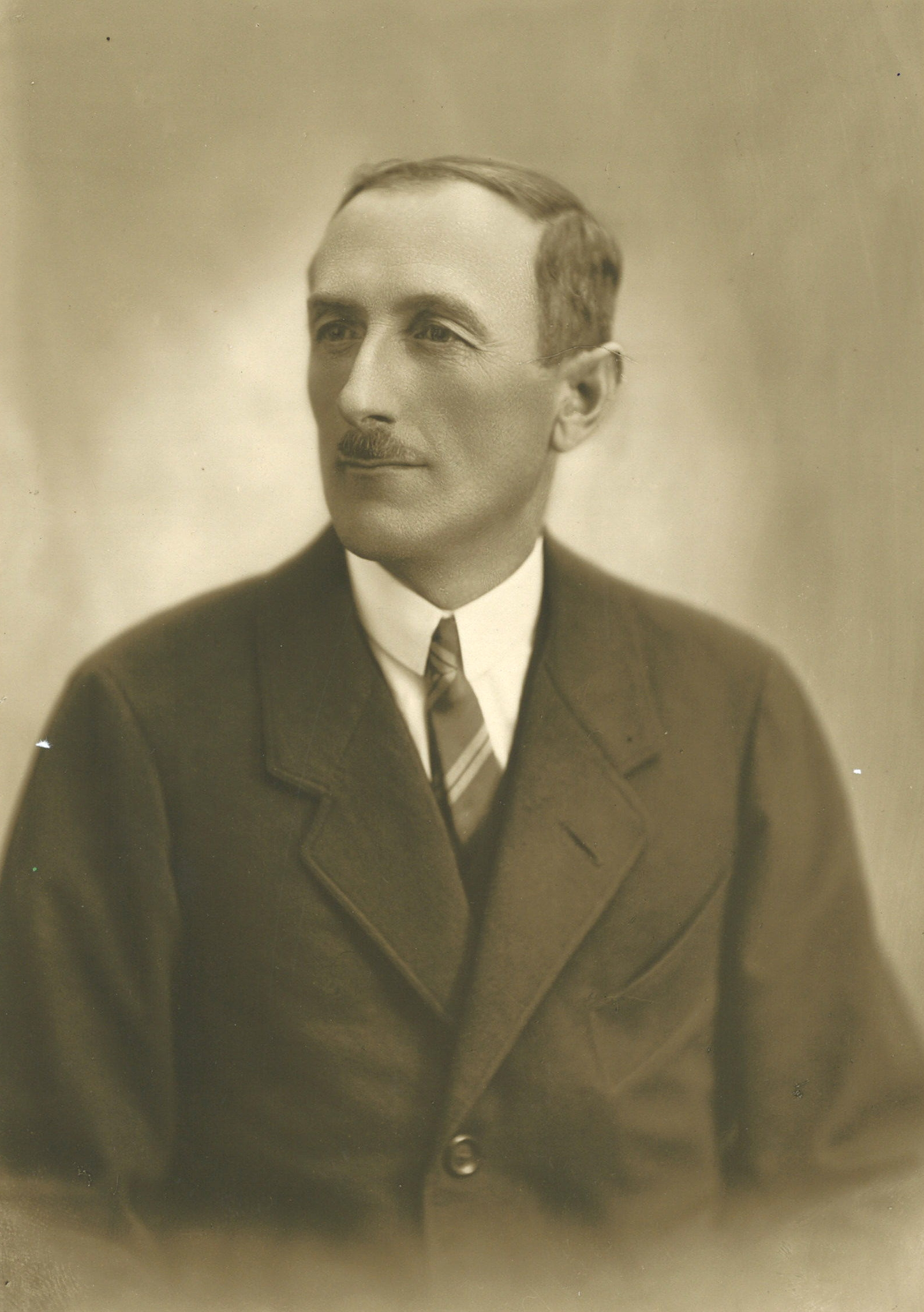
Balthasar Gierlinger (um 1922)

Balthasar Gierlinger (* 31. Dezember 1886 in Getzing, Gemeinde Arnreit, Oberösterreich; † 3. August 1954 ebenda) war Bauer und Politiker.

## Leben
Der Bauernsohn Gierlinger (seine Vorfahren am Hof sind urkundlich schon seit 1563 nachweisbar) war als Nachfolger auf dem Bauernhof vorgesehen. 1907 wurde er Soldat, machte anschließend mehrere Übungen mit und nahm am Ersten Weltkrieg teil, wobei er zweimal verwundet und ausgezeichnet wurde. 1924 heiratete Gierlinger und übernahm den Hof. Aus der Ehe entsprossen zehn Kinder, einer seiner Söhne wurde später Bürgermeister von Arnreit.

## Öffentliche Tätigkeit
Gierlinger wurde 1919 zweiter Vorsitzender des Landes-Bauern- und Landarbeiterrates und Gemeinderat von Arnreit. Von 1936 bis 1938 und von 1947 bis zu seinem Ableben stand er als Bürgermeister dieser Gemeinde vor. 1919 wurde er als „Bauernsohn“ Mitglied des Landtages und blieb es bis zu seinem Rücktritt im Jahre 1927. 1923 wurde Gierlinger für die Gruppe der Landarbeiter in den Nationalrat gewählt, trat allerdings ein Jahr später zurück, weil er inzwischen den elterlichen Hof übernommen hatte. 1927 zog er wiederum in den Nationalrat ein, nunmehr als Bauernvertreter. Dort blieb er bis 1934 und von 1945 bis 1949.
In der Heimwehr war Gierlinger ebenfalls tätig und war seit 1925 deren Landesführer. 1929 kam es zum Aufsehen erregenden Sturz der Landesführung, worauf Gierlinger aus der Heimwehr austrat. Bereits 1919 wurde er zweiter Vorsitzender des Landeskulturrates und war auch Leiter der Bezirksbauernkammer Rohrbach. Er war Mitglied des Bauernbundes seit dessen Gründung und gehörte zwischen 1919 und 1938 und zwischen 1949 und seinem Tode dem Bauernbundausschuss an. Er war unumstritten Führer der Bauernschaft des oberen Mühlviertels. 1945 übertrug man ihm vorübergehend die Funktion des Bezirkshauptmannes von Rohrbach.
Gierlinger war auch im genossenschaftlichen Bereich rege tätig. Er war Begründer bzw. Mitbegründer der Mühlviertler Elektrizitätsgenossenschaft und der Fleckviehzuchtgenossenschaft, der Lagerhausgenossenschaft und der Molkereigenossenschaft Rohrbach, einer Brennerei-Genossenschaft und einer Saatbaugenossenschaft. Außerdem bekleidete er einflussreiche Positionen in der Raiffeisenkasse Arnreit, der Genossenschaftszentralkasse und der Landeshypothekenanstalt.

## Auszeichnungen
Silberne Tapferkeitsmedaille, Bronzene Tapferkeitsmedaille (dreimal verliehen), Ökonomierat, Goldene Raiffeisenplakette.